# Fidesz
Fidesz – Den Ungarske Medborgerunion (ungarsk: Fidesz – Magyar Polgári Szövetség) er et højreorienteret nationalkonservativt politisk parti i Ungarn. Fidesz er en forkortelse for Fiatal Demokraták Szövetsége – 'Alliancen af Unge Demokrater', hvilke var partiets oprindelige navn.

## Historie

### Grundlæggelsen
Fidesz blev dannet 30. marts 1988 under navnet Fiatal Demokraták Szövetsége som oversættes til 'Alliancen af Unge Demokrater'. Partiet var oprindeligt et liberalt og anti-kommunistisk parti som modsatte sig det kommunistiske styre som landet havde været under siden slutningen af den anden verdenskrig.

### Indgang i parlamentet
Partiet blev for første gang valgt ind ved parlamentsvalget i 1990, hvilke var det første frie valg i Ungarn efter faldet af kommuniststyret. Fidesz fik ved valget 24 mandater, og blev dermed det femte største parti i Ungarn. Fidesz blev medlem af Liberal International i 1992.

### Højredrejningen
Ved Fidesz årsmødet i 1993 blev den politiske linje i partiet rykket væk fra liberalisme, og i stedet i mod en 'borgerlig centrum'-linje. Denne højredrejning resulterede i at flere prominente medlemmer af partiet, herunder Péter Molnár og Gábor Fodor, forlod partiet. Ved samme årsmøde valgte partiet sin første præsident. Partiet havde tidligere haft et kollektivt lederskab, men valgte nu en af partiets medstiftere, Viktor Orbán som partiets første præsident.
Fidesz gik lidt tilbage ved parlamentsvalget i 1994, og blev i denne periode mere højreorienteret.

### Første Orbán-regering
Ved parlamentsvalget i 1998 gik Fidesz meget frem. Fidesz fik næstflest stemmer ved valget, men vandt flest mandater. Dette resulterede i at Fidesz for første gang indgik i en regering i 1998 hvor at Orbán af første omgang blev premierminister i perioden 1998-2002.
I 2000 forlod Fidesz Liberal International, og blev i stedet for medlem af det Europæiske Folkeparti.

### Tilbage til opposition
Fidesz forblev det største parti ved parlamentsvalget i 2002, men kunne ikke danne regering da det socialdemokratiske Socialistparti dannede regering med det liberale Alliancen af Frie Demokrater.
I foråret af 2003 skiftede partiet navn til de vi kender i dag til Fidesz – Magyar Polgári Szövetség, oversat til 'Fidesz – Den Ungarske Medborgerunion'.
Ungarn indtrådte i den Europæiske Union i 2004, og Fidesz vandt 12 ud af 24 mandater ved Ungarns første valg til EU-parlamentet i 2004.
Kort før parlamentsvalget i 2006 indtrådte Fidesz i en alliance med det Kristendemokratiske Folkeparti. Trods dette led Fidesz tilbagegang ved valget og den socialdemokratiske regering kunne fortsætte.
Ved Europa-Parlamentsvalget i 2009 fik Fidesz stor fremgang, og vandt 14 mandater med 56,36% af stemmerne.

### Anden, tredje og fjerde Orbán-regering
Fidesz tog deres momentum fra EU-parlamentsvalget året før videre til parlamentsvalget i 2010, hvor at Fidesz og det Kristendemokratiske Folkeparti opnåede ikke bare en majoritet, men en 2/3 supermajoritet ved at vinde 263 mandater ud af 386. 227 ud af de 263 mandater var fra Fidesz, hvilke var nok til at holde en majoritet selv uden deres alliancepartner.
Det kræver en 2/3 majoritet at ændre på eller introducere en ny forfatning, og det var præcist det som Fidesz gjorde i 2011. Ungarn var før at regeringen introducerede den nye forfatning i 2011 det eneste af de tidligere østblok lande som ikke havde introduceret en helt ny forfatning efter faldet af det kommunistiske styre, men i stedet havde kun ændret på den gamle forfatning. Den nye forfatning er blevet kritiseret af flere internationale organisationer og lignende. Deres kritik har gået på at forfatningen giver for meget magt til regeringen og at den ikke beskytter især seksuelle minoriteter fra diskrimination.
Ved parlamentsvalget i 2014 beholde Fidesz og Kristendemokratisk Folkeparti lige akkurat deres supermajoritet trods tilbagegang, og igen ved parlamentsvalget i 2018 overlede Fidesz supermajoritet.
I marts 2021 forlod Fidesz det Europæiske Folkeparti. Dette gjordes i respons til at europartiet havde vedtaget nye regler som tillod dem at udelukke hele politiske partier fra gruppen, og ikke bare individuelle politikere, hvilke var en hentydelse på at de planlagde at ekskludere Fidesz fra gruppen.

## Valgresultater

### Ungarns Parlament
| Valg | Stemmer   | Procent | +-      | Mandater  | +-   | Rang   | Regering   |
| ---- | --------- | ------- | ------- | --------- | ---- | ------ | ---------- |
| 1990 | 439.481   | 8,95%   | -       | 22 / 386  | -    | Femte  | Opposition |
| 1994 | 379.295   | 7,02%   | -1,93%  | 20 / 386  | -2   | Sjette | Opposition |
| 1998 | 1.263.522 | 28,18%  | +21,16% | 148 / 386 | +128 | Første | Regering   |
| 2002 | 2.306.763 | 41,07%  | +13,89% | 164 / 386 | +16  | Anden  | Opposition |
| 2006 | 2.272.292 | 42,03%  | +0,96%  | 141 / 386 | -23  | Anden  | Opposition |
| 2010 | 2.706.292 | 52,73%  | +10,7%  | 227 / 386 | +86  | Første | Regering   |
| 2014 | 2.264.486 | 44,87%  | -7,86%  | 117 / 199 | -110 | Første | Regering   |
| 2018 | 2.824.206 | 49,27%  | +4,4%   | 117 / 199 | -    | Første | Regering   |

### Europa-Parlamentet
| Valg | Stemmer   | Procent | Mandater | +- | Rang   |
| ---- | --------- | ------- | -------- | -- | ------ |
| 2004 | 1.457.750 | 47,4%   | 12 / 24  | -  | Første |
| 2009 | 1.632.309 | 56,36%  | 13 / 22  | +1 | Første |
| 2014 | 1.193.991 | 51,48%  | 11 / 21  | -2 | Første |
| 2019 | 1.824.220 | 52,56%  | 12 / 21  | +1 | Første |